# Coupe Mitropa 1980-1981
Navigation
Édition précédente Édition suivante
La Coupe Mitropa 1980-1981 est la quarante-et-unième édition de la Coupe Mitropa. Elle est disputée par quatre clubs provenant de quatre pays européens. Le TJ Tatran Prešov remporte le titre.

## Compétition
| Rang | Équipe           | Pts | J | G | N | P | Bp | Bc | Diff |  | Résultats (▼ dom., ► ext.) | Drapeau de la Tchécoslovaquie |     |     |     |
| ---- | ---------------- | --- | - | - | - | - | -- | -- | ---- |  | -------------------------- | ----------------------------- | --- | --- | --- |
| 1    | TJ Tatran Prešov | 7   | 6 | 3 | 1 | 2 | 11 | 7  | +4   |  | TJ Tatran Prešov           |                               | 0-0 | 4-1 | 2-1 |
| 2    | Csepel SC        | 7   | 6 | 2 | 3 | 1 | 6  | 2  | +4   |  | Csepel SC                  | 3-0                           |     | 0-0 | 2-0 |
| 3    | Como Calcio      | 7   | 6 | 3 | 1 | 2 | 7  | 7  | 0    |  | Como Calcio                | 1-0                           | 2-1 |     | 2-0 |
| 4    | NK Zagreb        | 4   | 6 | 1 | 1 | 4 | 4  | 12 | -8   |  | NK Zagreb                  | 1-5                           | 0-0 | 2-1 |     |